# Dogba Alhadji
Dogba Alhadji est une localité du Cameroun située dans l'arrondissement de Meri, le département du Diamaré et la région de l’Extrême-Nord. Elle fait partie du canton de Kalliao.

## Population
En 1974, on distinguait deux villages : Dogba Alhadji qui comptait 79 habitants, des Peuls, et Dogba Alhadji Guiziga qui en comptait 29, des Guiziga.
Lors du recensement de 2005, on a dénombré 331 personnes à Dogba Alhadji (ensemble).